# 24-й меридіан західної довготи
24-й меридіан західної довготи — лінія довготи, що лежить на 24 градуси західніше Гринвіцького меридіана. Вона проходить від Північного полюса через Північний Льодовитий океан, Гренландію, Ісландію, Атлантичний океан, Південний океан та Антарктиду до Південного полюса.
24-й меридіан західної довготи формує велике коло разом із 156-тим меридіаном східної довготи.

## Список географічних об'єктів, що перетинає 24° зх. д.
Починаючи на Північному полюсі та рухаючись до Південного полюса, 24-й меридіан західної довготи проходить через:
| Координати                                                 | Країна, територія або море      | Примітки |
| ---------------------------------------------------------- | ------------------------------- | --- |
| 90°0′ пн. ш. 24°0′ зх. д. / 90.000° пн. ш. 24.000° зх. д.  | Північний Льодовитий океан      | |
| 82°55′ пн. ш. 24°0′ зх. д. / 82.917° пн. ш. 24.000° зх. д. | Гренландія                      | Проходить через Землю Херлуфа Тролле[en] |
| 82°16′ пн. ш. 24°0′ зх. д. / 82.267° пн. ш. 24.000° зх. д. | Фьорди Індепенденс і Хаген[en]  | |
| 78°0′ пн. ш. 24°0′ зх. д. / 78.000° пн. ш. 24.000° зх. д.  | Гренландія                      | Проходить через нунатак Алабама[en] |
| 73°35′ пн. ш. 24°0′ зх. д. / 73.583° пн. ш. 24.000° зх. д. | Фьорд Кайзера Франца-Йосифа[en] | |
| 73°23′ пн. ш. 24°0′ зх. д. / 73.383° пн. ш. 24.000° зх. д. | Гренландія                      | Проходить через острови Імір Географічного товариства і Трейл                                                                                       |
| 72°28′ пн. ш. 24°0′ зх. д. / 72.467° пн. ш. 24.000° зх. д. | Фьорд Короля Оскара[en]         | |
| 72°16′ пн. ш. 24°0′ зх. д. / 72.267° пн. ш. 24.000° зх. д. | Гренландія                      | Проходить через Землю Джеймсона[en] |
| 70°39′ пн. ш. 24°0′ зх. д. / 70.650° пн. ш. 24.000° зх. д. | Затока Скорсбісунн              | |
| 70°9′ пн. ш. 24°0′ зх. д. / 70.150° пн. ш. 24.000° зх. д.  | Гренландія                      | |
| 69°36′ пн. ш. 24°0′ зх. д. / 69.600° пн. ш. 24.000° зх. д. | Атлантичний океан               | Гренландське море |
| 65°47′ пн. ш. 24°0′ зх. д. / 65.783° пн. ш. 24.000° зх. д. | Ісландія                        | Проходить через півострів Вестфірдір |
| 65°28′ пн. ш. 24°0′ зх. д. / 65.467° пн. ш. 24.000° зх. д. | Брейда-фіорд                    | |
| 64°53′ пн. ш. 24°0′ зх. д. / 64.883° пн. ш. 24.000° зх. д. | Ісландія                        | Проходить через півострів Снайфедльснес |
| 64°49′ пн. ш. 24°0′ зх. д. / 64.817° пн. ш. 24.000° зх. д. | Атлантичний океан               | Проходить східніше острова Сан-Ніколау[en], Кабо-Верде Проходить західніше острова Сантьягу, Кабо-Верде Проходить східніше острова Фогу, Кабо-Верде |
| 60°0′ пд. ш. 24°0′ зх. д. / 60.000° пд. ш. 24.000° зх. д.  | Південний океан                 | |
| 74°33′ пд. ш. 24°0′ зх. д. / 74.550° пд. ш. 24.000° зх. д. | Антарктида                      | Проходить через Британську Антарктичну Територію (претендує Велика Британія)                                                                        |
| 74°42′ пд. ш. 24°0′ зх. д. / 74.700° пд. ш. 24.000° зх. д. | Південний океан                 | Море Ведделла |
| 74°55′ пд. ш. 24°0′ зх. д. / 74.917° пд. ш. 24.000° зх. д. | Антарктида                      | Проходить через Британську Антарктичну Територію (претендує Велика Британія)                                                                        |